# 1920 au Québec
Cet article traite des événements survenus en 1920 au Québec. 

## Événements

### Janvier
- 7 janvier : la première session de la 15e législature (en) reprend après l'ajournement du Temps des Fêtes[1].
- 8 janvier : dépôt du projet de loi devant créer l'Université de Montréal. Elle devient dès lors complètement indépendante de l'Université Laval[2].
- 22 janvier : L'Abitibi/La Gazette du Nord devient le premier journal francophone à voir le jour en Abitibi[3].
- 27 janvier : la loi créant l'Université de Montréal est adoptée[4].
- 31 janvier : Joe Malone des Bulldogs de Québec compte sept buts lors d'un match contre Toronto. Il s'agit d'un record toujours inégalé dans la LNH[5].

### Février
- 12 février : la petite Aurore Gagnon, 10 ans, meurt à la suite des séquelles de ses blessures à Sainte-Philomène de Fortierville. Deux jours plus tard, ses parents, Télesphore Gagnon et Marie-Anne Houde, sont accusés de meurtre et arrêtés. C'est le début de l'affaire d'Aurore l'enfant martyre[6].
- 14 février : la session est prorogée[7].
- 16 février : Joseph-Octave Samson devient maire de Québec à la suite de sa victoire aux élections municipales. Il a obtenu 1 000 votes de plus que son adversaire Henri-Edgar Lavigueur[8].
- 26 février : le nouveau Parlement d'Ottawa est inauguré[9].

### Mars
- 22 mars : l'école normale de Nicolet est entièrement détruite par un incendie. Les dégâts sont évalués à 400 000 $[10].

### Avril
- 1er avril : Le Royal 22e régiment est officiellement créé[11].
- 13 avril : le procès de Marie-Anne Houde, mère adoptive d'Aurore Gagnon, débute[12].
- 21 avril : Marie-Anne Houde est reconnue coupable de meurtre[6].
- 29 avril : le père d'Aurore, Télesphore Gagnon, est reconnu coupable d'homicide involontaire[13].

### Mai
- 2 mai : le Québec adopte officiellement l'heure avancée[14].
- 20 mai : des émissions radiophoniques sont maintenant radiodiffusées à Montréal[15].
- 24 mai : le premier ministre Lomer Gouin est de retour au Québec après un voyage en Europe. Il y a rencontré des hommes d'affaires prêts à investir dans la province[16].

### Juin
- 19 juin - Le premier ministre Lomer Gouin est nommé commandeur de la Légion d'Honneur[17].

### Juillet
- 1er juillet : évoquant des problèmes de santé, le premier ministre canadien Robert Borden annonce sa démission[18].
- 7 juillet : Arthur Meighen succède à Robert Borden comme premier ministre du Canada[19].
- 9 juillet : le premier ministre du Québec, Lomer Gouin, annonce à son tour sa démission. Le procureur général de son gouvernement, Louis-Alexandre Taschereau, lui succède[20].
- 22 juillet : Lomer Gouin est nommé au Conseil législatif[1].
- 28 juillet : le corps d'une jeune femme de 22 ans, Blanche Garneau, est retrouvé assassinée aux abords du parc Victoria à Québec. À cause d'une enquête policière qui n'aboutit pas, la rumeur court bientôt que le gouvernement Taschereau protège des fils de parlementaires directement impliqués dans le meurtre[21].

### Août
- 9 août : la Faculté des sciences de l'Université de Montréal est fondée[22].
- 19 août : le premier ministre Taschereau reçoit les délégués de 1 200 Mennonites qui veulent s'établir au Québec[23].
- 22 août : le pont Victoria est détruit par un incendie[24].

### Octobre
- 1er octobre : un ouragan avec des vents de plus de 100 km/h frappe la ville de Québec. Une partie du toit de l'église Saint-Jean-Baptiste est arrachée[25].
- 11 octobre : le libéral Édouard Hamel remporte l'élection partielle de Portneuf[26].
- 19 octobre : le Parti libéral sort vainqueur des élections partielles de Kamouraska et de Saint-Maurice[26].
- 30 octobre : l'homme d'affaires Joseph-Herman Fortier fonde Le Nouvelliste à Trois-Rivières[27].

### Novembre
- 19 novembre : Lomer Gouin devient le premier président honoraire de l'Université de Montréal[28].
- 27 novembre : la franchise des Bulldogs de Québec est vendue à Hamilton[29].

### Décembre
- 22 décembre : inauguration du tableau Je me souviens à l'Assemblée législative[1].

## Naissances
- Jeanne d'Arc Charlebois (chanteuse) († 16 septembre 2001)
- Paul Desrochers (homme d'affaires) († 17 juillet 1983)
- 15 janvier - Paul-Émile Allard (homme politique) († 6 janvier 1995)
- 17 janvier - Fernand Robidoux (chanteur) († 20 septembre 1998)
- 18 janvier - René Audet (en) (archevêque de Joliette) († 12 juin 2011)
- 27 janvier - Willie Lamothe (chanteur) († 19 octobre 1992)
- 23 février - Paul Gérin-Lajoie (politicien) († 25 juin 2018)
- 25 février
  - Merrill Edwin Barrington (politicien) († 18 décembre 1965)
  - Léopold Dion (criminel) († 17 novembre 1972)
- 20 mai - Jean-Maurice Bailly (journaliste sportif) († 6 juillet 1990)
- 30 mai - André Cailloux (acteur) († 14 novembre 2002)
- 26 juin - Jean-Pierre Roy (joueur de baseball) († 31 octobre 2014)
- 15 juillet - Paul-Émile Allard (médecin et homme politique) († 6 janvier 1995)
- 28 juillet - Pierre Vadeboncœur (avocat, syndicaliste et écrivain) († 11 février 2010)
- 13 août - Ti-Blanc Richard (musicien) († 22 février 1981)
- 26 septembre - 
  - Edmund Tobin Asselin (administrateur et politicien) († 28 mars 1999)
  - Jean-Pierre Roy (joueur de baseball et analyste de baseball) († 31 octobre 2014)
- 1er octobre - Charles Daudelin (peintre) († 2 avril 2001)
- 12 octobre - Aurèle Audet (homme politique)  († 28 novembre 2015)
- 18 octobre - Réal Béland (acteur et humoriste) († 16 mai 1983)
- 12 novembre - Aurèle Audet (homme politique)  († 28 novembre 2015)

## Décès
- 7 février - Charles Langelier (politicien) (º 23 août 1850)
- 12 février - Aurore Gagnon (enfant martyre) (º 31 mai 1909)
- 10 mars - John Charles McCorkill (avocat, juge et homme politique) (º 31 août 1854)
- 5 mai - Louis-Amable Jetté (lieutenant-gouverneur du Québec) (º 15 janvier 1836)
- 27 juin - Adolphe-Basile Routhier (écrivain) (º 8 mai 1839)
- 7 septembre - Simon-Napoléon Parent (premier ministre du Québec) (º 12 septembre 1855)
- 31 octobre - Alphonse Desjardins (homme d'affaires) (º 5 novembre 1854)

### Articles généraux
- Chronologie de l'histoire du Québec (1900 à 1930)
- L'année 1920 dans le monde

### Articles sur l'année 1920 au Québec
- Gouvernement Louis-Alexandre Taschereau
- Aurore Gagnon
- Affaire Blanche Garneau
- Université de Montréal